# Riepmapolder
Riepmapolder of Oldenije is een voormalig waterschap in de provincie Groningen.
Het waterschapje was gelegen in een voormalige meander van het Damsterdiep die bekend stond als Oldenij. Het lag ten zuiden van het Delfzicht Ziekenhuis in Delfzijl. De polder loosde zijn water via een klepduiker in het jaagpad op het Damsterdiep. Het bestond uit de landerijen van één eigenaar, aan wie de polder zijn naam ontleende.
Waterstaatkundig gezien ligt het gebied sinds 2000 binnen dat van het waterschap Noorderzijlvest.